# Horadandia atukorali
Horadandia atukorali és una espècie de peix cipriniforme de la família dels ciprínids.

## Morfologia
- Els mascles poden assolir 3 cm de longitud total.[2][3]

## Alimentació
Menja insectes.

## Hàbitat
És un peix pelàgic i de clima tropical (24 °C-26 °C).

## Distribució geogràfica
Es troba a Àsia: l'Índia i Sri Lanka.